# Ryssänsaari
Ryssänsaari (suédois : Ryssholmen) est une île de l'archipel de Suomenlinna à Helsinki en Finlande . 

## Description

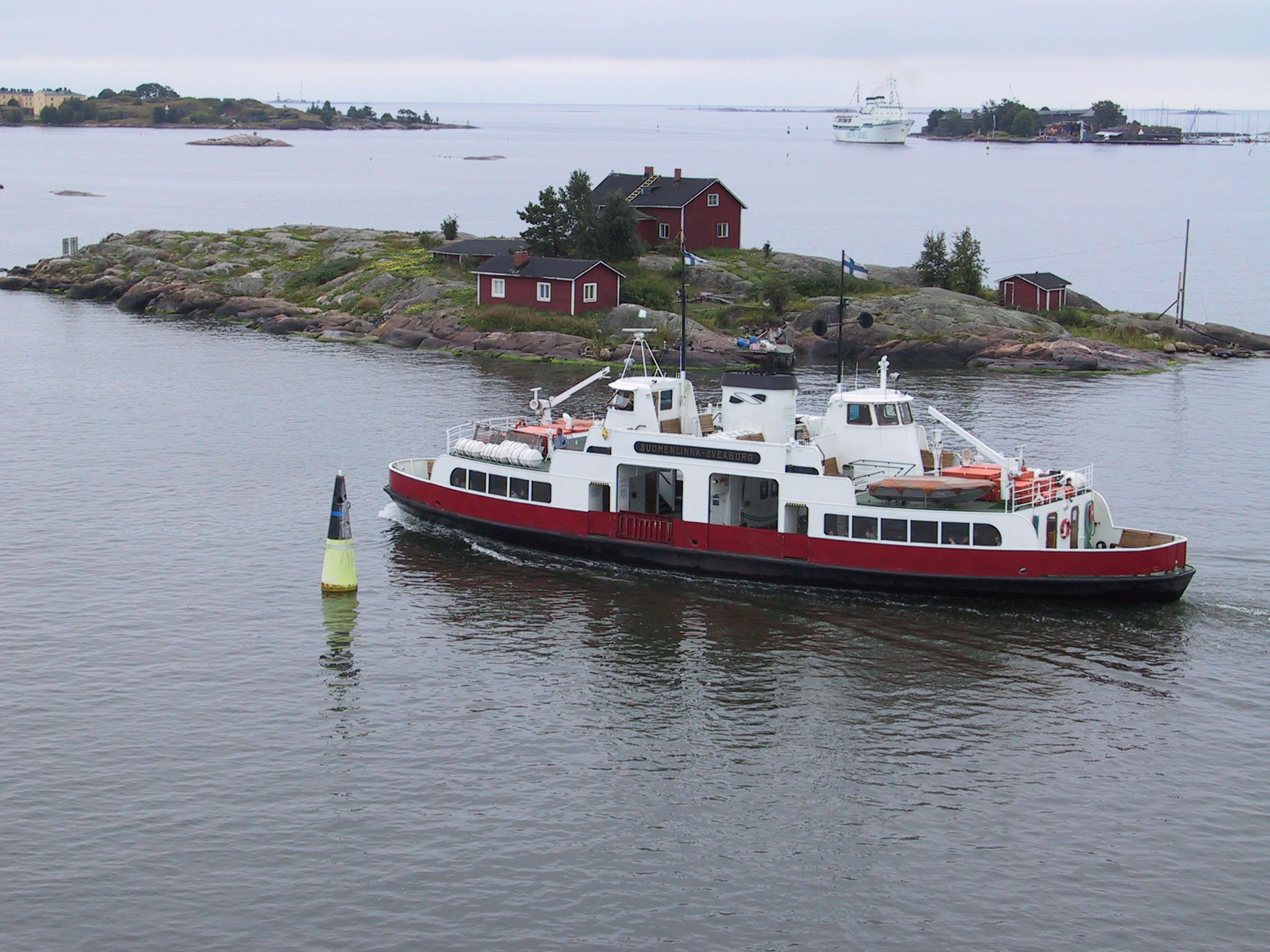
Le M/S Suomenlinna-Sveaborg devant Ryssänsaari.

Ryssänsaari mesure environ 135 mètres de long (dans la direction sud-est-nord-ouest) et 65 mètres de large. 
L'île a été habitée par des pêcheurs, une maison a été construite à la fin du XIXe siècle.

Le nom Ryssänsaari remonte probablement à l'ancien mot finnois « Ryssä », qui signifie « russes » et est de nos jours péjoratif.
Ryssänsaari est entourée par d'autres îles : Valkosaari au nord-ouest, Katajanokanluoto à l'est, Puolimatkansaari au sud-est et Luoto à l'ouest. 

Le continent le plus proche est la péninsule Katajanokka un quartier d'Helsinki, à 400 mètres au nord.
Les traversiers urbains de la Établissement des transports de la ville d'Helsinki transportent environ 1,6 million de passagers par an pour Suomenlinna.
Ces traversiers passent juste devant Ryssänsaari ce qui fait de l'île un motif photographique populaire.

Les gros navires à destination de Tallinn, de la Suède et de la Russie partant du port sud d'Eteläsatama passent aussi devant l'île.